# اندیس برجک
برجک یک اندیس فلزی است که در حوالی شهر داربن استان خراسان قرار دارد و مادهٔ معدنی موجود در آن، طلا است.